# Soares Bulcão
José Pedro Soares Bulcão (Uruburetama, 13 de maio de 1873 - Fortaleza, 17 de julho de 1942) foi jornalista, historiador, genealogista, poeta e político brasileiro. Pai da atriz Florinda Bulcão. Pertenceu ao Instituto do Ceará e à Academia Cearense de Letras.

## Biografia
Foi um jornalista polêmico, político de destaque e orador, tendo exercido dois mandatos de deputado na Assembleia Estadual do Ceará (1921 a 1928). Foi poeta renomado e, segundo Raimundo Girão, “as suas produções líricas, muito bem limadas, encerram o espírito de acrisolado sentimentalismo e invencível melancolia...”.
Estreou na poesia em 1910 com o original adagiário poético Parêmias (Filosofia popular em versos). Dedicou-se ao estudo da História e da Genealogia do Ceará, publicando várias obras. Deixou uma obra inédita Heliantus. Ingressou na Academia Cearense de Letras no dia 8 de setembro de 1922 por ocasião da primeira reorganização do sodalício, ocupando a cadeira número 13, cujo patrono na época era Martinho Rodrigues. Pertenceu ao Instituto do Ceará e ao Centro Literário.
Soares Bulcão é pai da atriz Florinda Bolkan.

## Obras
- Paremias: philosophia popular em versos, 1910;[7]
- Cartas políticas de Solon Pinheiro, 1912;
- As lutas do Ceará, 1914;
- A função dos partidos e o dever partidário, 1925;
- Anastácio Braga, sua vida e sua obra, 1928;
- O Comendador João Gabriel (A origem do nome Acre), 1932.

## Homenagens
- Uma rua em Fortaleza foi nomeada em homenagem ao escritor.[8]
- Praça da Igreja Matriz de Uruburetama leva o nome dele
- Em Uruburetama a Biblioteca Municipal foi denominada de Soares Bulcão